# Frazioni dell'Aquila
Le frazioni dell'Aquila sono le 52 frazioni del comune dell'Aquila, nono in Italia per estensione; le grandi dimensioni del comune derivano dall'assetto amministrativo delineato nel 1927 attraverso l'attuazione del progetto Grande Aquila, con cui numerosi centri urbani minori furono ricompresi nel territorio comunale del capoluogo.

## Organizzazione del territorio comunale

Mappa dei quarti dell'Aquila

Il territorio comunale aquilano è suddiviso in 12 consigli territoriali di partecipazione, ciascuno dei quali ricomprende al suo interno una o più frazioni o quartieri cittadini:
- 1 - L'Aquila Centro
- 2 - Roio
- 3 - Sassa
- 4 - Preturo
- 5 - Coppito-Pettino
- 6 - Arischia
- 7 - Torrione
- 8 - Santa Barbara-Pile
- 9 - Camarda
- 10 - Paganica
- 11 - Bagno
- 12 - Pianola

Le frazioni vere e proprie sono invece singoli nuclei abitativi sparsi nel territorio comunale. Ad esse si aggiungono poi numerose località e contrade, non considerate frazioni, ma che presentano comunque piccoli agglomerati separati. Infine, un'ulteriore suddivisione è interna al centro storico del capoluogo, diviso in quattro Quarti.

## Elenco alfabetico delle frazioni

### A

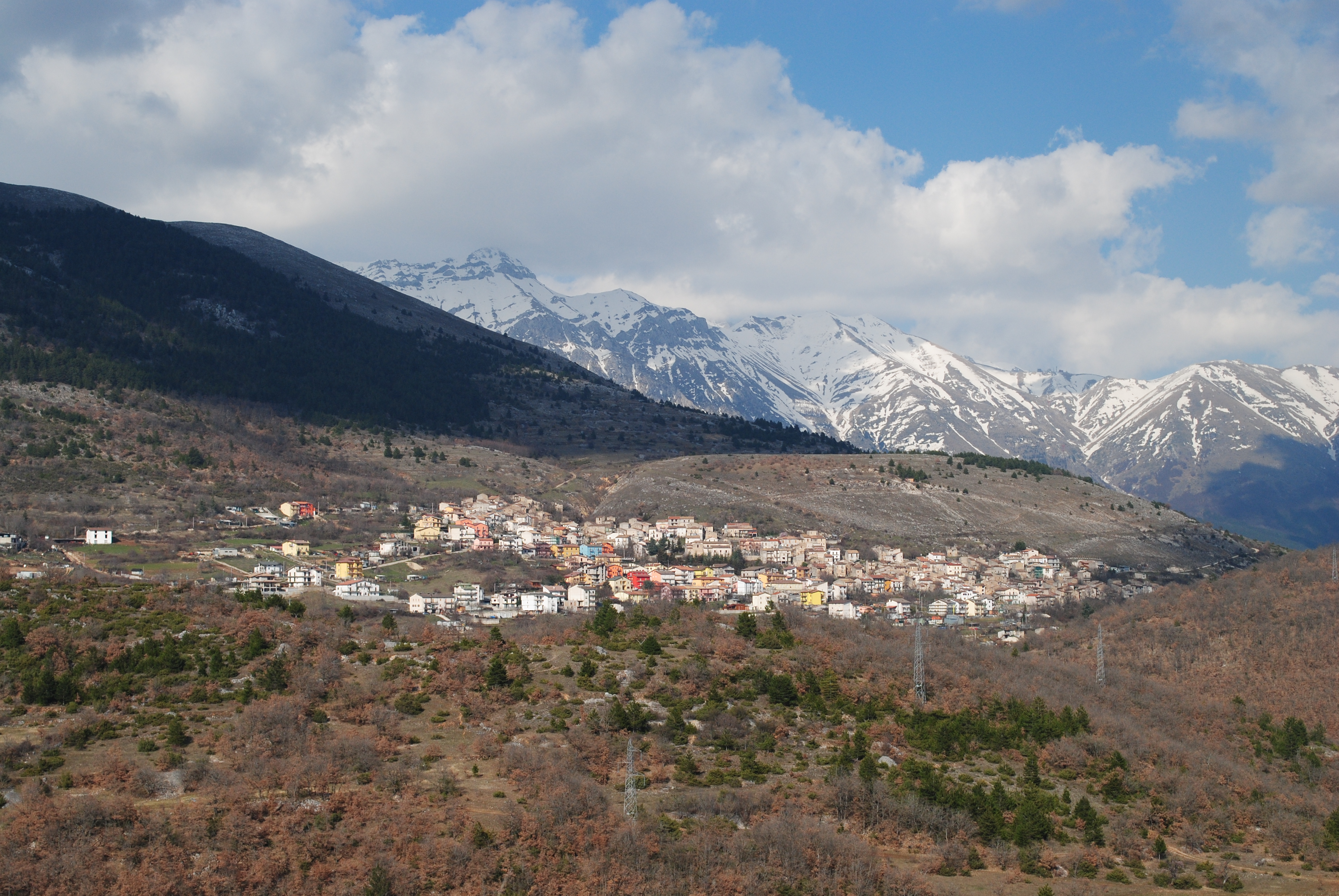
Vista panoramica di Aragno, con alle spalle il Gran Sasso

- Aragno

Piccolo centro di origine normanna, originariamente conosciuto con il nome di Ragna, situato ad oltre 1 000 metri d'altitudine all'interno del Parco nazionale del Gran Sasso e Monti della Laga, a nord est del capoluogo. Di particolare interesse architettonico sono la chiesa romanica di Santa Maria Maddalena e quella di Santa Maria della Vittoria. Fino al 1927 Aragno era parte del comune di Camarda e oggi conta circa 400 abitanti.
- Arischia

Anticamente conosciuto come Oriscola, presidio romano, è un borgo posto a circa 800 metri d'altitudine al limite nord orientale del territoriale comunale. Il borgo attuale si formò nel XIII secolo come villaggio attorno alla chiesa-abbazia di San Benedetto, documentata sin dal 1157 e ricostruita dopo gli ingenti danni del terremoto del 1703. Fino al 1927 Arischia è stata comune autonomo. Nel 2009 è stata gravemente danneggiata dal terremoto del 6 aprile; conta circa 1 300 abitanti.

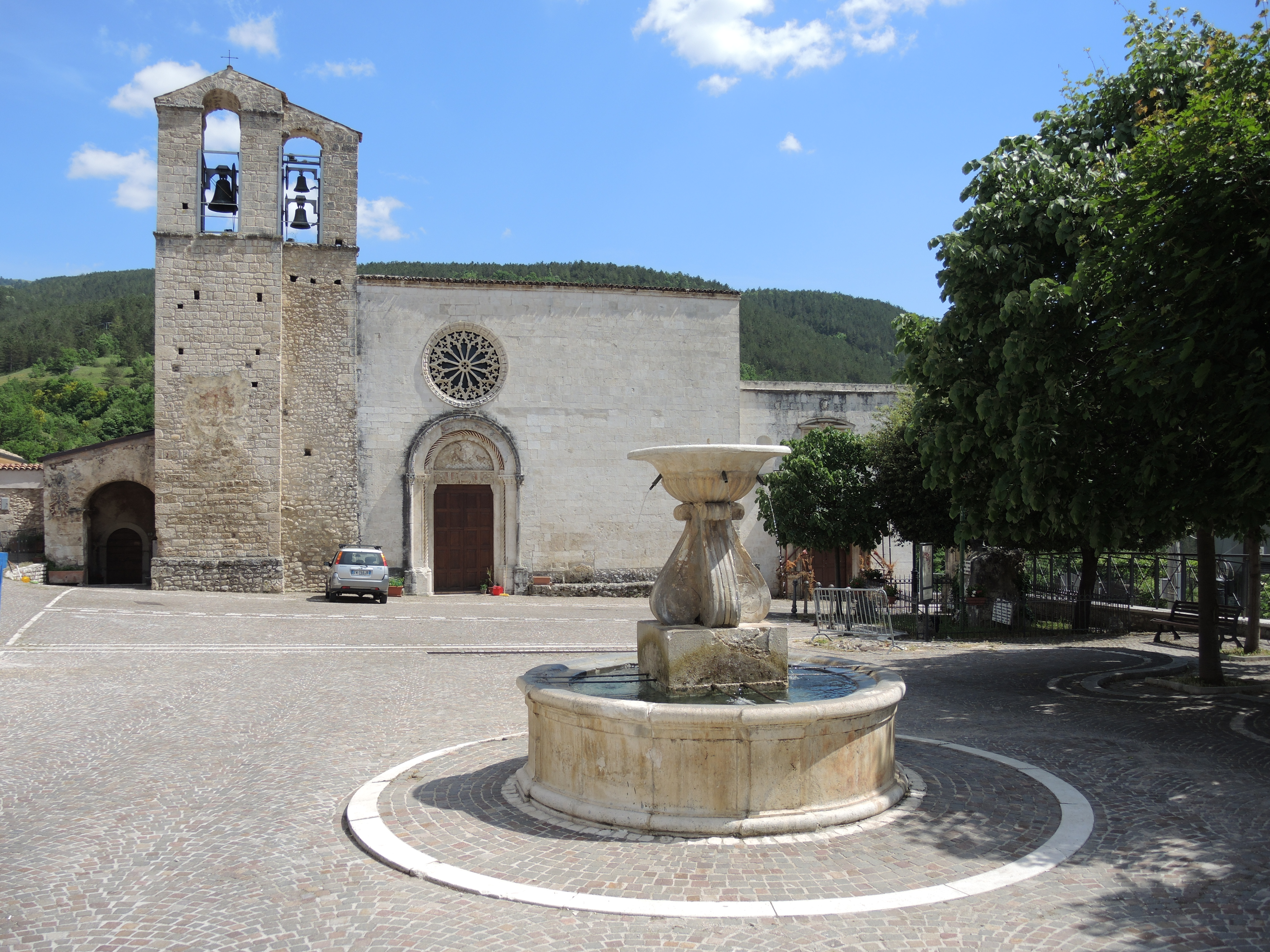
Piazza San Franco e chiesa di Santa Maria Assunta ad Assergi

- Assergi

Centro di origine vestina, era conosciuto in epoca romana come Castrum Asserici, da cui deriva il nome del castello che contribuì alla fondazione dell'Aquila (Sercio, di cui è ancora visibile la cinta muraria) e quello attuale. Situato proprio a ridosso del massiccio del Gran Sasso, a poca distanza dalla funivia che porta a Campo Imperatore, è sede dell'ente Parco nazionale del Gran Sasso e Monti della Laga e dei Laboratori nazionali del Gran Sasso. Tra le emergenze architettoniche del paese si ricorda soprattutto la chiesa di Santa Maria Assunta, con facciata romanica dal rosone a raggiera simile a quello della Basilica di Santa Maria di Collemaggio e cripta scavata nella roccia. Il centro storico è ancora in parte delimitato dalle mura, che formano una piccola ellisse al centro di cui si trova l'abitato; è ancora inoltre presenta l'antica torre del castello con l'orologio, mentre altri edifici simili sono stato riadattati ad abitazioni civili. Amministrava sino alla variazione territoriale del 1815, i borghi di San Pietro della Ienca e del Vasto, mentre fino al 1927 era frazione di Camarda; negli anni '30 è stato poi costruito il villaggio moderno di Fonte Cerreto, con gli impianti funiviari. Assergi conta attualmente poco più di 500 abitanti.

### B
- Bagno Grande e Bagno Piccolo

Due delle ville contigue facenti parte del centro diffuso di Bagno, che si sviluppa su un'area di vaste dimensioni alle pendici del Monte Ocre, a sud est dell'Aquila. Fino al 1927 esse erano parte del comune di Bagno e, fino al 1943, presso Bagno Grande insisteva anche un aeroporto, successivamente distrutto durante il secondo conflitto mondiale. Nei pressi delle due ville si trovano la nuova parrocchia di Santa Maria di Bagno degli anni '60, rifatta sulla preesistente chiesa danneggiata dalla guerra, e la chiesa della Madonna dei Canali, sulla montagna ad ovest dell'abitato.

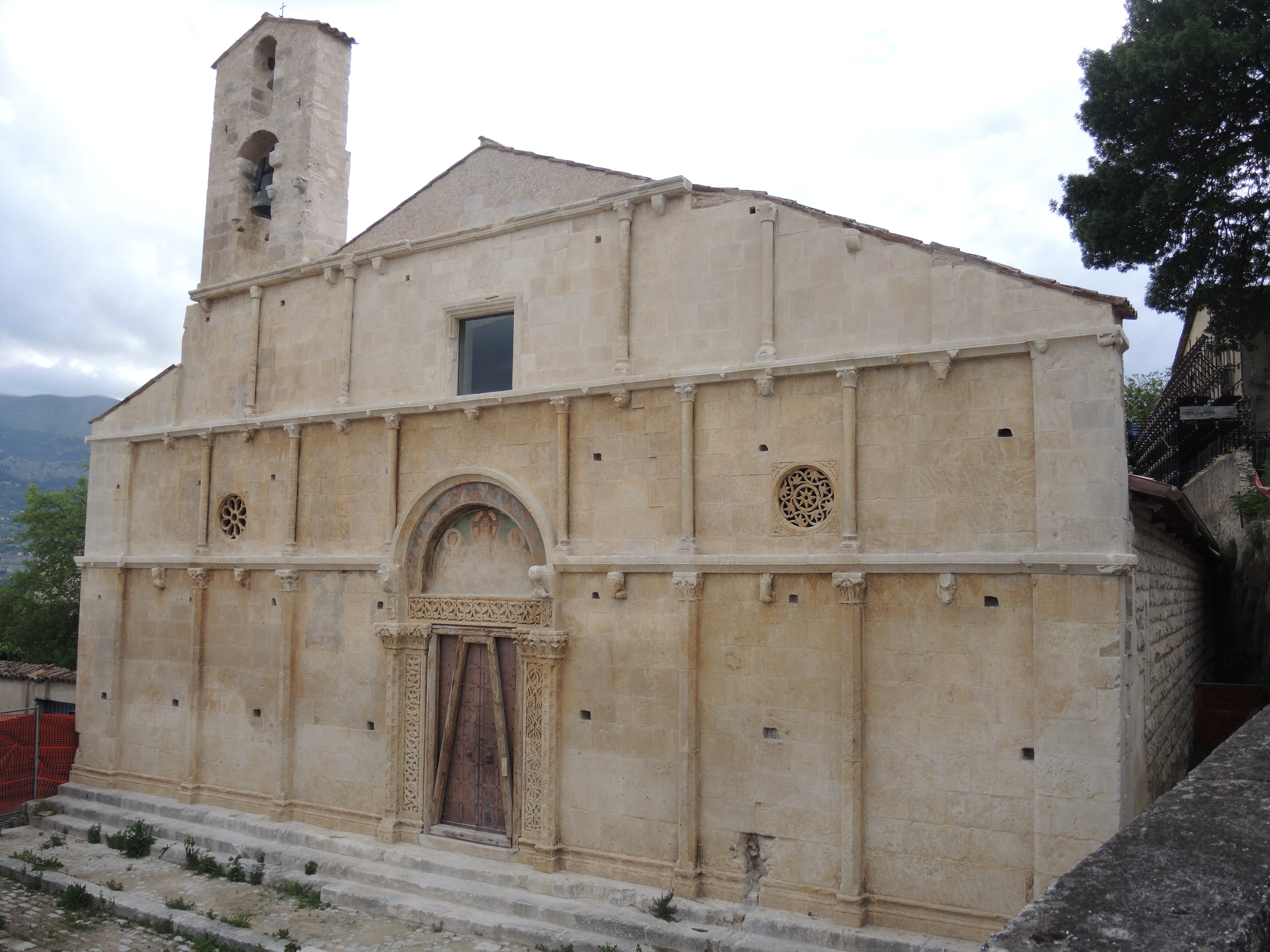
Chiesa di Santa Giusta fuori le mura a Bazzano

- Bazzano

Centro posto alle pendici del monte omonimo a est del capoluogo, lungo la strada statale 17, Bazzano è di origine vestina ed era anticamente noto come Offidium. Principale emergenza architettonica del paese è la chiesa di Santa Giusta fuori le mura, situata nella parte alta dell'abitato. Fino al 1927 faceva parte del comune di Paganica, mentre nel secondo dopoguerra ha vissuto un importante sviluppo economico, poiché nella piana sottostante, lungo l'asse della strada statale, si è sviluppato un grande comprensorio industriale, che ha ricevuto ulteriore impulso dopo il terremoto del 2009.
- Brecciasecca

Una delle ville di Sassa, del cui comune autonomo fece parte fino al 1927; centro abitato di dimensioni e popolazione ridotte, si sviluppa lungo la costa che sovrasta la strada provinciale 1 Amiternina, subito del territorio del comune di Tornimparte, nelle vicinanze della frazione maggiore di Colle di Sassa.

### C
- Camarda

Antico borgo situato lungo la strada statale 17 bis, che dall'Aquila sale verso il Gran Sasso, a circa 800 metri d'altitudine. Sarebbe stato fondati dai Normanni con la costruzione della torre del castello, ancora dominante il paese dalla cima del colle, mentre l'abitato si ampliò successivamente nei secoli sino a divenire un centro autonomo nel XVIII secolo. Con il suo circondario costituiva, sino al 1927 un comune autonomo, comprendente diverse frazioni, mentre oggi presenta visibili danneggiamenti dovuti al terremoto del 2009. L'abitato presenta un nucleo medievale intorno al castello e un ampliamento cominciato nel Settecento; edifici principali della frazione sono la torre dell'orologio, la chiesa parrocchiale di San Giovanni e la chiesa della Madonna di Valleverde, in posizione esterna rispetto all'abitato.
- Cansatessa

Frazione situata nella zona nord-ovest della città, facente ormai parte del tessuto urbano del capoluogo come sua estrema propaggine occidentale. Cansatessa soprattutto sino agli anni 1960, ma anche sino al terremoto del 2009, era una zona quasi del tutto spopolata, attraversata solo dalla strada tratturale per Arischia. Oggi il quartiere si trova strettamente collegato a Pettino e al capoluogo, sorgendo lungo il percorso della strada statale 80; vi sorgono alcune piccole industrie e la chiesa parrocchiale di San Giovanni da Capestrano.
- Casaline

Piccolo centro posto a quasi 1 000 metri d'altitudine, parte del comune di Preturo fino al 1927. Conta circa 100 abitanti e, insieme ai due borghi vicini di Menzano e Santi forma un agglomerato chiamato Forcella. La parrocchia del paese è dedicata alla Madonna degli Angeli.
- Cese

Paese posto a ridosso del borgo di Preturo ad oltre 700 metri d'altezza, in una posizione panoramica con vista sulla Valle dell'Aterno. Fino al 1927 è stato inglobata nel comune autonomo di Preturo, mentre dopo il terremoto dell'Aquila del 2009 ha visto un aumento della popolazione dovuto alla costruzione di uno dei progetti C.A.S.E., passando da 300 abitanti ad oltre 2 000. Nell'abitato storico si trova la settecentesca chiesa di San Giovanni Battista.

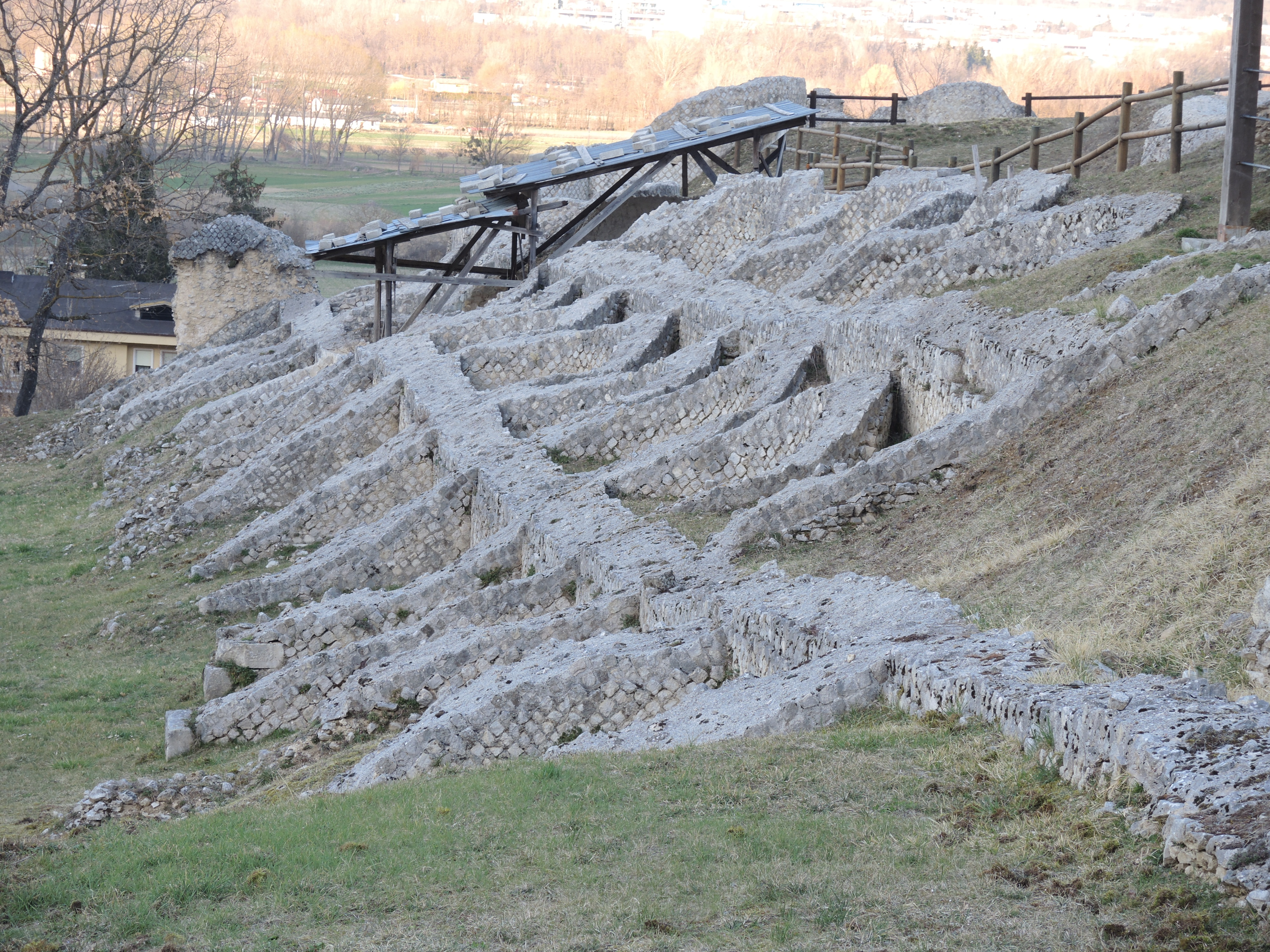
I resti di Forcona, nel moderno centro di Civita di Bagno

- Civita di Bagno

Il centro fu abitato sin dall'epoca dei Vestini, che vi fondarono la città di Forcona, poi divenuta città romana e sede dell'omonima diocesi fino al 1256, anno di spostamento della sede vescovile all'Aquila. Nei suoi pressi sono infatti presenti anche i resti dell'antica cattedrale medievale, adiacente alla nuova chiesa parrocchiale di San Raniero. Nelle sue vicinanze sono allo stesso modo presenti i due laghi di Bagno e, fino al 1927, ospitava la sede del comune di Bagno, posta in villa Oliva.
- Colle di Preturo

Si trova in posizione sovrastante rispetto al vicinissimo centro di Preturo. Di particolare interesse è il palazzo baronale, mentre è priva di chiesa parrocchiale propria, gravitando sul vicino centro maggiore.
- Colle di Roio

Facente parte dell'antico comune di Roio, il Colle ne rappresenta il confine nord-orientale. Nella parte alta del paese è presente la chiesa della Madonna del Colle, risalente al XIII secolo, e altri edifici religiosi sono la chiesa dell'Assunta e la chiesa della Madonna di Corte, nelle campagne circostanti.
- Colle di Sassa

Posta a sud di Sassa, faceva parte del suo comune fino al 1927. Dopo il terremoto dell'Aquila del 1703 la frazione ha assunto un aspetto settecentesco-moderno e si sviluppa intorno alla chiesa parrocchiale dei Santi Maria, Filippo e Giacomo.

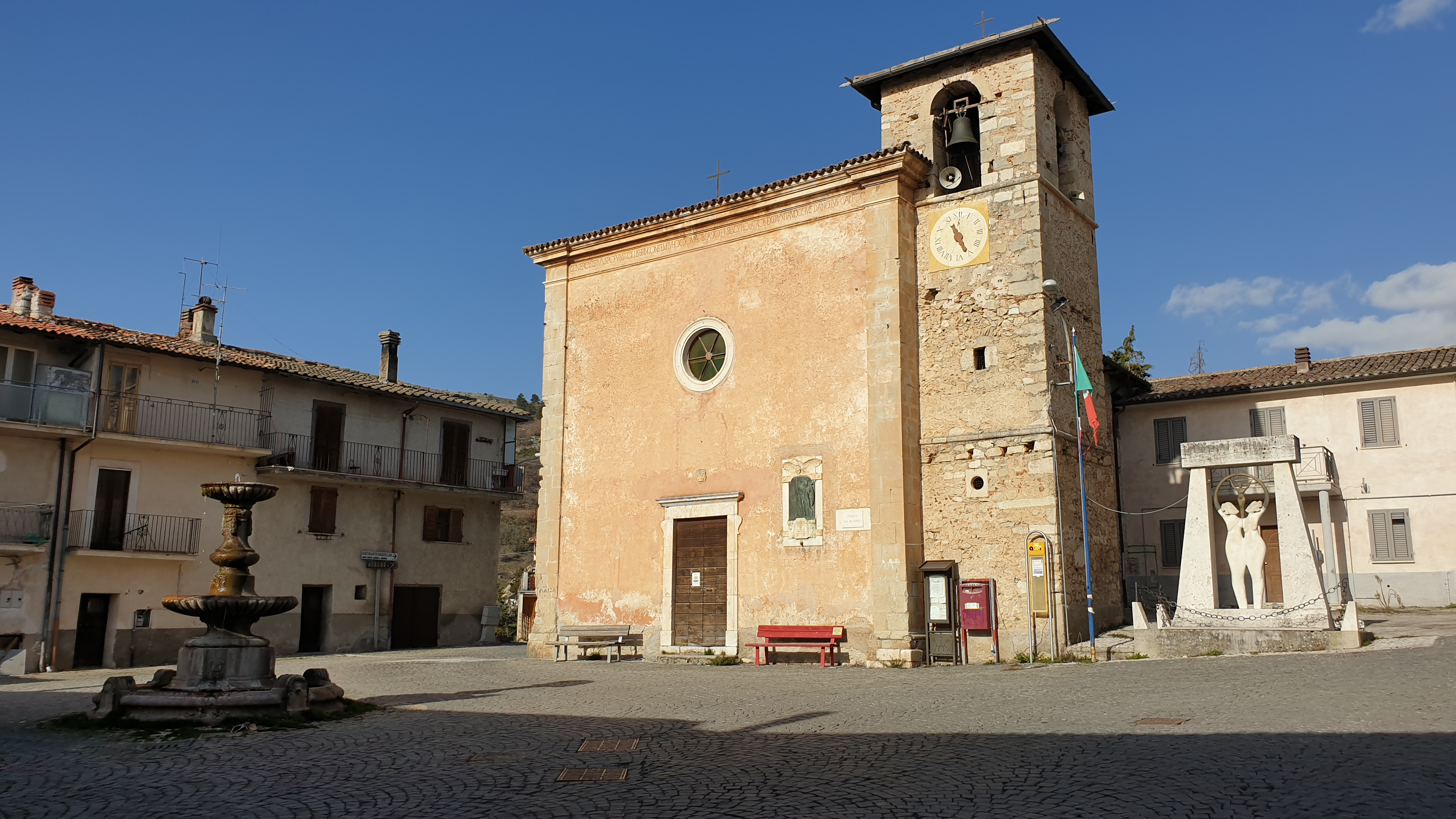
La chiesa di San Silvestro fuori le mura a Collebrincioni

- Collebrincioni

Piccolo villaggio, posto a nord del capoluogo, fu tra i castelli fondatori dell'Aquila, dove edificò la chiesa di San Silvestro. Dal borgo proveniva la famiglia Branconio (si pensa che il paese fosse in precedenza chiamato "Colle Branconio"), che fece costruire diversi palazzi in città e a Roma. Il paese si sviluppa intorno alla chiesa di San Silvestro fuori le mura, che è posta al centro di due nuclei medievali distinti ma ormai aggregati.
- Collefracido

Facente parte del comune di Sassa fino al 1927, il borgo sorge lungo la strada statale 584 di Lucoli e il suo nucleo storico presenta un aspetto ovoidale; le chiese principali sono due, quella della Madonna della Cona, e la parrocchiale di Sant'Eugenia, che conserva ancora la parte bassa della facciata in elegante stile trecentesco, con un portale ad arco ogivale.
- Collemare

Anch'esso antica frazione del comune di Sassa fino al 1927, ha un nucleo storico circolare. Con l'urbanizzazione contemporanea si è fuso con la vicina frazione di San Martino, anch'essa facente parte del contado di Sassa.

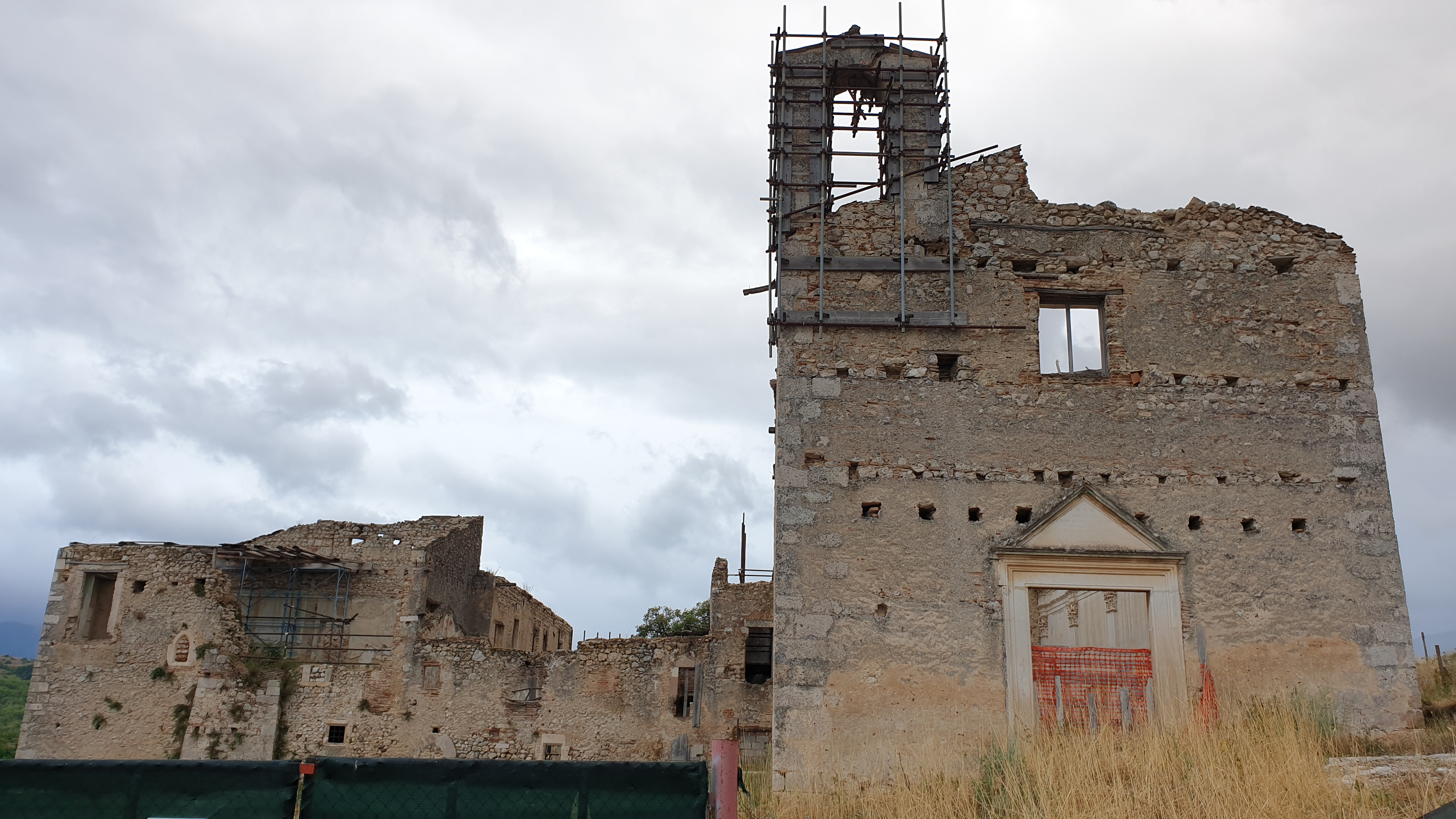
Resti del convento e della chiesa della Madonna delle Grazie, nei pressi di Coppito

- Coppito

Del borgo si hanno notizie sin dall'Alto Medioevo, quando era conosciuto come Poppleto; nel XII divenne un castello vero e proprio, organizzatosi intorno alla chiesa di San Pietro consacrata nel 1112 dal vescovo reatino Benincasa. Durante il regno di Federico II di Svevia i conti di Poppleto si ribellarono e subirono un assedio, perdendo quasi tutti i feudi della conca aquilana; nel 1254 questo castello partecipò alla fondazione dell'Aquila, costruendo la chiesa di San Pietro a Coppito. Dopo il terremoto del 1703, il vecchio castello fu inglobato nelle nuove case ricavate da esso e oggi è difficilmente leggibile; nella seconda metà del '900 la frazione conobbe un importante sviluppo edilizio, con l'edificazione nei suoi pressi dell'ospedale regionale San Salvatore, di uno dei poli principali dell'Università degli Studi dell'Aquila e della Scuola ispettori e sovrintendenti della Guardia di Finanza. Edifici di rilievo del paese sono la Chiesa di San Pietro apostolo e la chiesa della Madonna della Neve, mentre in un colle nei suoi pressi sono presenti i resti del monastero celestiniano della Madonna delle Grazie.

### F
- Filetto

Borgo di antica costruzione, è posto a sud-est di Camarda, del cui comune faceva parte fino al 1927. Il nucleo storico è sviluppato intorno alla chiesa di San Giovanni Battista e non presenta una conformazione fortificata, essendo nato come borgo di proprietari terrieri. Al di fuori della frazione si trovano delle grotte rupestri, un'abbazia dell'XI secolo dedicata ai Santi Crisante e Daria e una chiesa campestre dedicata alla Madonna delle Grazie.
- Foce

Faceva parte del comune di Sassa fino al 1927 ed è posta a ridosso del confine comunale con Tornimparte. Consta di un piccolo agglomerato di case-pagliare disposte allineate, senza formare un corposo agglomerato urbano, e la chiesa principale è dedicata a San Gregorio Magno.

### G
- Genzano

La più orientale delle frazioni afferenti al vecchio comune di Sassa, Genzano si trova lungo la strada statale 584 di Lucoli. Il nucleo storico del paese ha un aspetto ottocentesco, con semplici case fortificate dalla pietra, mentre la parte contemporanea si è sviluppata più a nord; la principale chiesa è quella della Madonna del Carmine.
- Gignano

Si trova nella zona est dell'immediata periferia dell'Aquila, essendo ormai quasi completamente saldata al tessuto urbano della città, all'altezza dell'inizio della strada statale 17 ter dell'Appennino Abruzzese. Il nucleo storico è di dimensioni molto esigue ed incentrato intorno alla chiesa di Santa Maria Assunta, mentre le abitazioni moderne costituiscono la gran parte dell'abitato.

### M
- Menzano

Costituisce, insieme a Casaline e Santi, la località di Forcella, fino al 1927 facente parte del comune di Preturo. Collocato a circa 950 m s.l.m., il villaggio attuale risale all'800, probabilmente ricostruito in seguito al sisma del 1703, benché le testimonianze architettoniche facciano capire che si tratti di un villaggio rurale legato alla potenza feudale di un barone aquilano, visto il palazzo signorile situato nel centro del paese. Anche la chiesa principale è molto piccola e semplice, dedicata a Santa Margherita Martire.
- Monticchio

La frazione si trova nella parte pianeggiante della conca aquilana, a est del capoluogo. L'abitato storico risale al tardo Settecento, benché la chiesa parrocchiale di San Nicola di Bari sia del XIV secolo. Partecipò alla fondazione dell'Aquila nel 1254, non costruendo però edifici di rilievo in città. Fino al 1927 era frazione del comune di Bagno. In tempi recenti si è sviluppato nelle sue vicinanze un nucleo industriale, ormai saldato a quello della vicina frazione di Bazzano.

### O

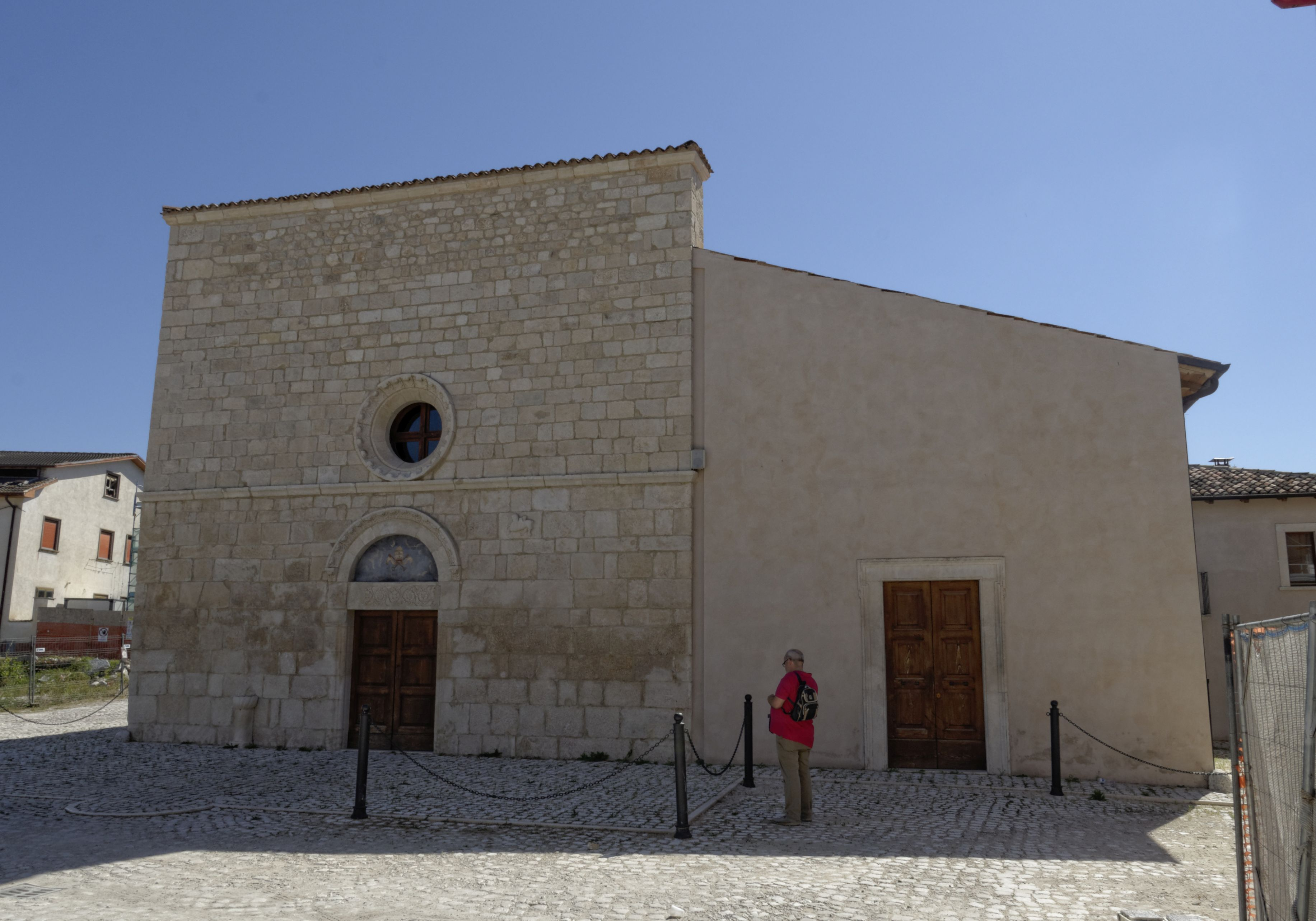
La chiesa di San Pietro Apostolo a Onna

- Onna

Antico centro tardo medievale, noto in tempi remoti anche come Onda, partecipò alla fondazione dell'Aquila e fece parte del comune di Paganica fino al 1927. Il borgo venne raso al suolo dal terremoto del 1703 e da quello del 2009, essendo la frazione più colpita del comune dell'Aquila. L'edificio più importante è la chiesa di San Pietro Apostolo.

### P

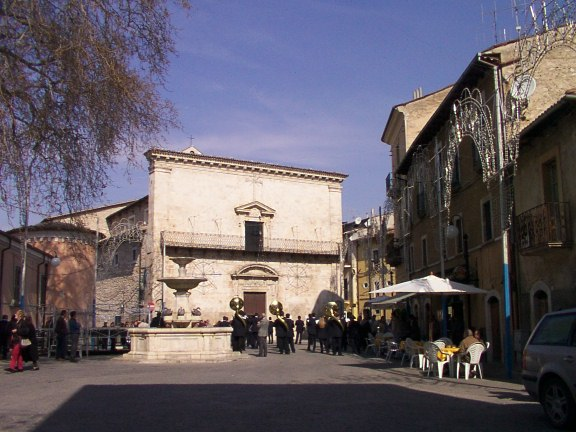
Piazza Umberto I e la chiesa di Santa Maria Assunta, a Paganica

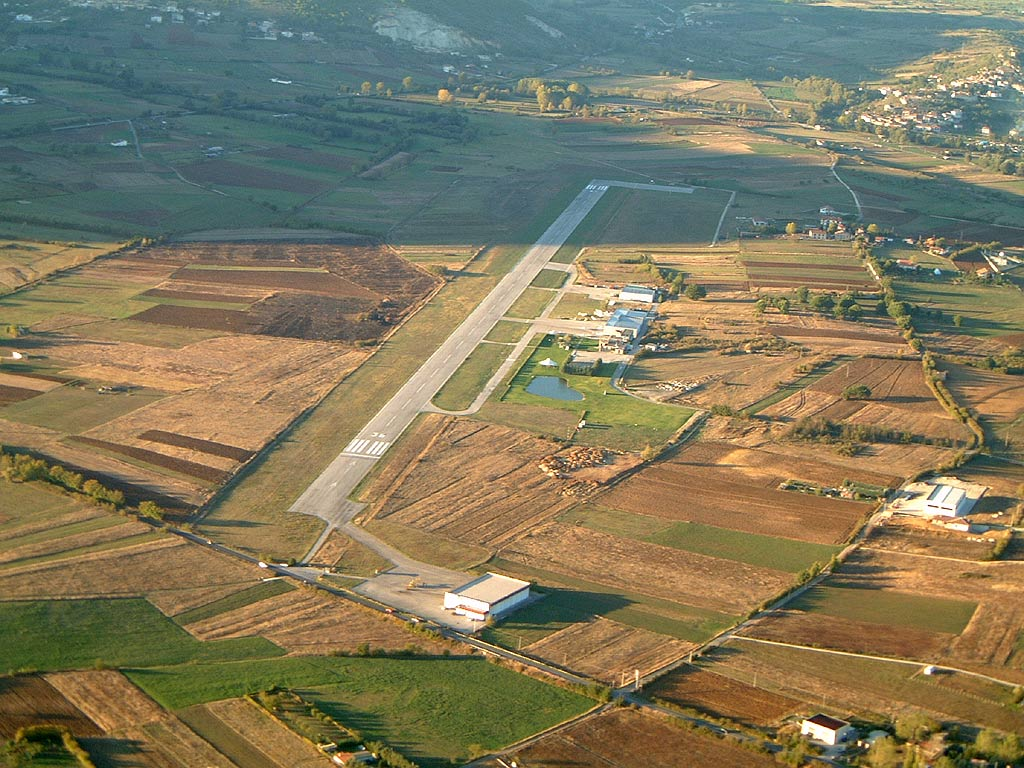
Vista aerea dell'aeroporto di L'Aquila-Parchi, a Preturo

- Paganica

Paganica è una delle maggiori frazioni dell'Aquila, posta nella periferia nord-orientale del capoluogo, lungo la strada statale 17 bis della Funivia del Gran Sasso e di Campo Imperatore. L'attuale centro risale all'Alto Medioevo e partecipò alla fondazione dell'Aquila nel 1254, costruendo la chiesa di Santa Maria Paganica. Il centro rimase importante fino al 1700, quando il castello venne demolito definitivamente a seguito del terremoto dell'Aquila del 1703. Nel '700-'800 l'abitato si sviluppò sempre più a valle e il paese appartenne, prima come feudo e poi come amministrazione, alla famiglia Dragonetti de Torres. Formò un comune autonomo con molte frazioni fino al 1927, anno in cui fu riunito a quello dell'Aquila; il terremoto dell'Aquila del 2009 ha causato diversi danni all'abitato, seppur non gravi come in altri centri vicini. Molti sono gli edifici palaziali e religiosi presenti nel paese e nelle sue vicinanze.
- Pagliare di Sassa

Piccolo agglomerato urbano, che fino al 1927 faceva parte del comune di Sassa, si trova nelle immediate vicinanze orientali di questo centro, poco a monte della strada provinciale 1 Amiternina. All'interno del borgo è presente una chiesa intitolata a San Rocco, mentre nelle immediate vicinanze sono presenti le chiese di San Pietro e della Madonna delle Pagliare.
- Palombaia di Sassa

Altro esiguo agglomerato urbano facente parte del vecchio comune di Sassa, a nord-est di questo, sviluppatosi prevalentemente in epoca moderna. Nei suoi pressi si trova la stazione di L'Aquila Sassa Nucleo Sviluppo Industriale.
- Pescomaggiore

Villaggio medievale del XIII secolo che partecipò alla fondazione dell'Aquila, si trova a poca distanza da Paganica, del cui comune fece parte fino al 1927. Il castello fu smantellato a seguito dei danni riportati con il terremoto del 1703; al suo posto è sorta la parte più antica del paese, con la chiesa di Santa Maria Assunta, già presente come cappella baronale dal XV secolo. La parte più moderna, del XVIII secolo, si sviluppò più a valle e vi è presente la chiesa di San Martino.
- Pettino

Il centro risale all'epoca romana, quando era conosciuto come Pitinum, e si trova nell'immediata periferia occidentale del capoluogo, con cui vi è ormai piena continuità urbanistica, lungo la strada statale 80 del Gran Sasso d'Italia. La frazione si presenta oggi come zona di costruzioni quasi esclusivamente moderne a carattere per lo più residenziale, a seguito dello sviluppo demografico avutosi in città negli anni '60 grazie al piano regolatore comunale. Attualmente presenta diversi edifici anche a carattere commerciale e direzionale, essendo strettamente collegato anche all'ospedale regionale San Salvatore, all'Università degli Studi dell'Aquila e alla Scuola ispettori e sovrintendenti della Guardia di Finanza, nella vicina frazione di Coppito; in particolare, al suo interno trovano posto la sede della Giunta regionale dell'Abruzzo e dell'accademia di belle arti dell'Aquila, una sede provvisoria del liceo ginnasio Domenico Cotugno e le caserme Pasquali e Campomizzi. Unico monumento storico di interesse è la chiesa settecentesca della Madonna di Pettino, mentre la sede parrocchiale è la moderna chiesa di San Francesco d'Assisi.
- Pianola

Modesto centro nell'immediata periferia meridionale dell'Aquila, posto lungo la strada statale 615 di Monte Luco e facente parte, fino al 1927, del comune di Bagno. Il borgo partecipò alla fondazione dell'Aquila con la costruzione della chiesa di San Marco. Il nucleo storico è composto di modeste case di carattere contadino, con la chiesa parrocchiale dedicata alla Beate Vergine Assunta risalente al XVII secolo. Ha conosciuto un notevole sviluppo urbanistico a cavallo tra il XX e il XXI secolo, data la vicinanza al centro storico del capoluogo, e oggi la maggior parte degli edifici è di moderna costruzione.
- Pile

Frazione posta nella periferia occidentale del capoluogo, a cui è ormai completamente saldata dal punto di vista urbanistico, lungo la strada statale 17 dell'Appennino Abruzzese ed Appulo-Sannitico. Il nucleo storico è di origine medievale e fu uno dei castelli fondatori della città. Ha subito un notevole sviluppo urbanistico negli ultimi anni ed è divenuta sede di molte attività commerciali e direzionali, tra cui il Tribunale amministrativo della Regione Abruzzo. Nelle sue vicinanze sono presenti due nuclei industriali, quello di Boschetto di Pile, in cui è presente il Tecnopolo d'Abruzzo, e quello di Campo di Pile, e un nucleo artigianale. È inoltre nel suo territorio che ricade la stazione dell'Aquila, il principale scalo ferroviario del capoluogo. Di rilievo storico sono il convento e la chiesa di Sant'Antonio fuori le mura, risalenti al XIII secolo.

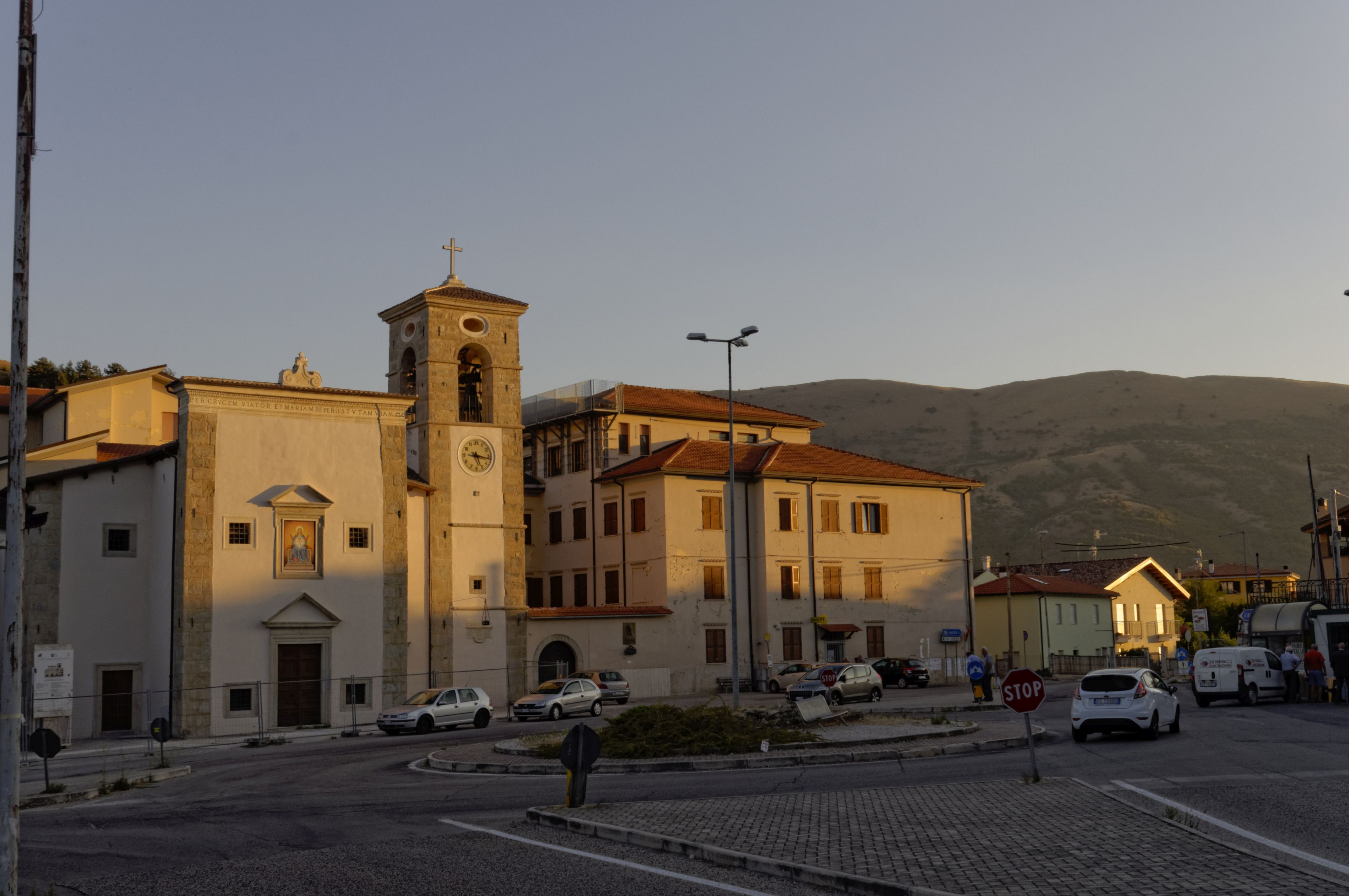
Poggio di Roio con il santuario della Madonna di Roio

- Poggio di Roio

Una delle ville di Roio, del cui comune fece parte fino al 1927, si trova a sud del capoluogo, lungo la strada statale 615 di Monte Luco e lungo le pendici dell'omonimo monte. Il villaggio è antecedente alla fondazione dell'Aquila e insieme a Roio Piano vi partecipò con la costruzione della chiesa dei Santi Marciano e Nicandro; allo stesso periodo, quindi al XIII secolo, risale inoltre la costruzione della chiesa di San Leonardo, oggi diventata santuario della Madonna di Roio, all'interno del paese di Poggio di Roio. Altri edifici rilevanti della frazione sono la chiesetta silvestre di San Lorenzo della Serra e il nobiliare palazzo Palitti. Negli anni '30 cominciò l'edificazione sulla cima di Monte Luco, con la costruzione della colonia XXIV Maggio, trasformata e ampliata negli anni '60 per accogliere la facoltà d'Ingegneria dell'Università degli Studi dell'Aquila.
- Poggio Santa Maria

Piccolo borgo, frazione del comune di Sassa fino al 1927, situata nelle estreme propaggini sud-occidentali del comune dell'Aquila. Il paese storico si sviluppa lungo le pendici montano che scendono verso Tornimparte e nella parte più alta è presente la chiesa di Santa Maria Assunta.
- Pozza

Antica frazione del comune di Preturo fino al 1927, si trova a nord rispetto a questo centro; con lo sviluppo edilizio moderno si è quasi completamente saldata con la vicina frazione di San Marco. Unico edificio di rilievo è la piccola chiesa parrocchiale di San Nicola.
- Preturo

Sviluppatosi nel medioevo nei pressi dell'antica città romana di Amiternum, lungo la via Cecilia, il paese di Preturo si sviluppa sulle pendici di un colle circolare al di sotto di un castello fortificato ormai in rovina. Partecipò alla fondazione dell'Aquila nel 1254, tuttavia senza edificare alcuna costruzione, dato che la zona a esso assegnata all'interno delle mura urbiche ha visto uno sviluppo urbano solo nel XX secolo. Fu comune autonomo fino al 1927, con diverse frazioni, ed è attualmente una delle maggiori frazioni del comune dell'Aquila. All'interno del paese sono poste la chiesa parrocchiale di San Pietro Apostolo, del XIV secolo, e la chiesa della Madonnella; infine, a poca distanza dalla frazione è ubicato anche l'aeroporto di L'Aquila-Parchi. Lo sviluppo urbano di epoca contemporanea ha poi portato all'allargamento del tessuto del paese, che si è sviluppato soprattutto sulla zona pianeggiante ai piedi della collina, lungo le direttrici della strada statale 80 dir del Gran Sasso d'Italia (l'antica via Cecilia) e la strada provinciale 33, verso Coppito.

### R
- Ripa

La più elevata delle frazioni della località di Bagno, del cui comune fece parte fino al 1927, è un centro di dimensioni molto ridotte, senza edifici di rilievo, ormai quasi del tutto unita con la vicina frazione di Bagno Grande.
- Roio Piano

Facente parte della località di Roio, era la sede di tale comune fino al 1927. Si trova nella parte pianeggiante della conca di Roio, affiancato e ormai quasi unito alla vicina frazione di Santa Rufina. Partecipò alla fondazione dell'Aquila e insieme a Poggio di Roio con la costruzione della chiesa dei Santi Marciano e Nicandro. La piccola chiesa del paese è dedicata alla Madonna della Neve, ma non vi sono altri edifici di rilievo storico.

### S
- San Benedetto

Una delle frazioni della località di Bagno, del cui comune fece parte fino al 1927, posta alla sua estremità sud-orientale. È un centro di modeste dimensioni, ma senza edifici di rilievo.
- San Giacomo

Frazione prevalentemente moderna, situata a nord-est della città, verso Aragno. Il feudo fu proprietà degli agostiniani fino al XIX secolo, a causa della presenza del vicino monastero di Sant'Onofrio, risalente al XIII secolo e in rovina dopo la soppressione del 1809. La chiesa della frazione è dedicata a San Giacomo ed è di impianto antico, sebbene siano evidenti opere Novecentesche.

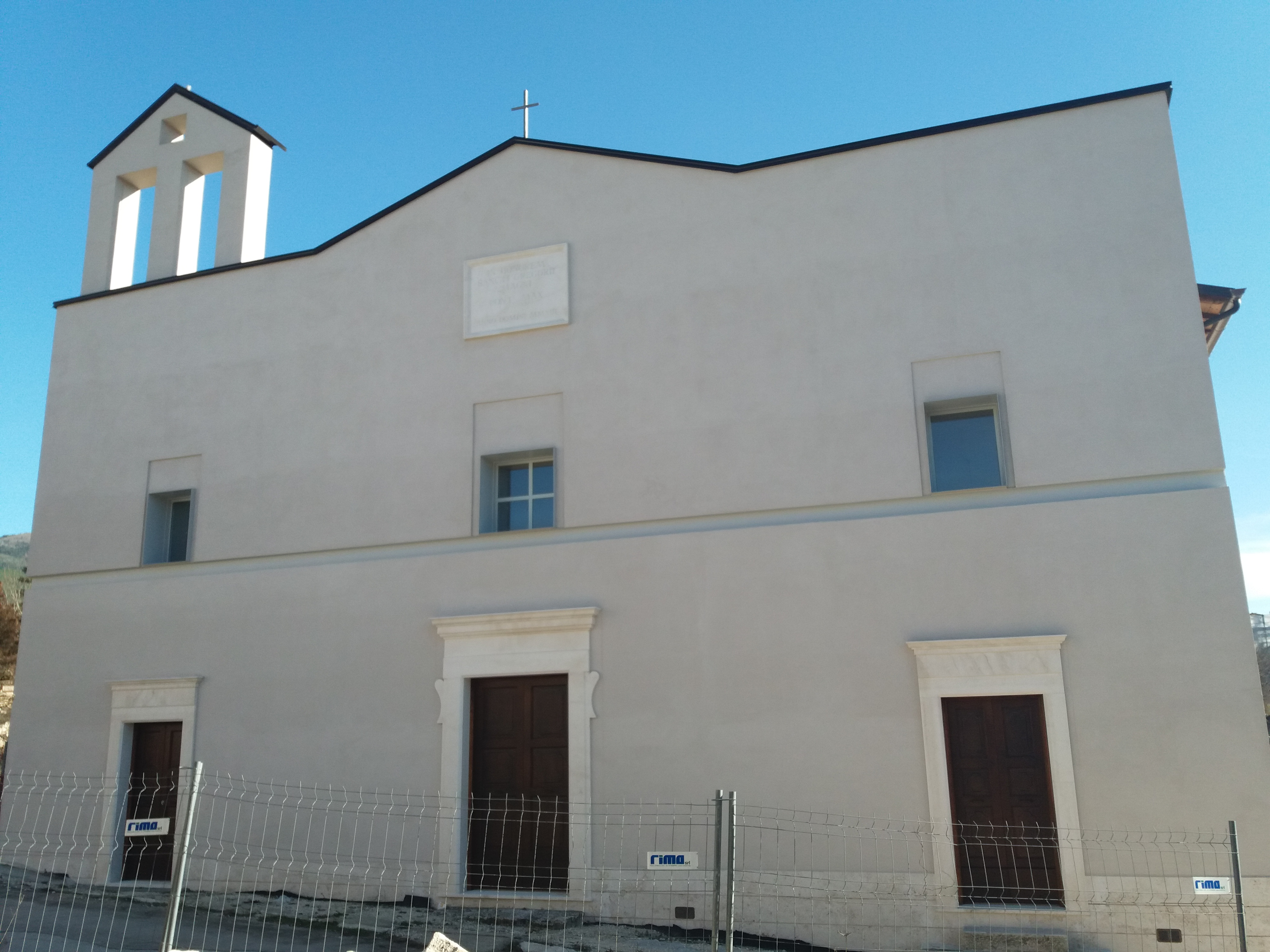
La chiesa di San Gregorio Magno, a San Gregorio

- San Gregorio

Frazione posta nelle estreme propaggini orientali del comune dell'Aquila, lungo la strada statale 17 dell'Appennino Abruzzese ed Appulo-Sannitico. Nacque nel XIV intorno alla chiesa di San Gregorio Magno, risalente a tale periodo, subendo danni con i vari terremoti che interessarono la zona. All'originale nucleo storico si sono aggiunti diversi edifici moderni, che hanno portato all'allargamento della frazione lungo la direttrice della strada statale. Dal 2017 è servita dalla stazione di L'Aquila San Gregorio.
- San Marco

Frazione facente parte fino al 1927 del comune di Preturo, si trova all'estremità nord-occidentale della conca aquilana. L'edificio principale del paese è la chiesa dedicata a San Marco; il nucleo storico non ha una pianta organica, ma sparsa, e l'edificazione moderna ha portato alla saldatura con la vicina frazione di Pozza.
- San Martino

Una delle frazioni ricadenti nel vecchio territorio comunale di Sassa fino al 1927, di dimensioni molto ridotte. All'interno del paese è presente la piccola chiesa parrocchiale, mentre nella campagna immediatamente circostante vi è la chiesa della Natività di Maria. Lo sviluppo urbanistico contemporaneo ha portato alla fusione con la frazione di Collemare.

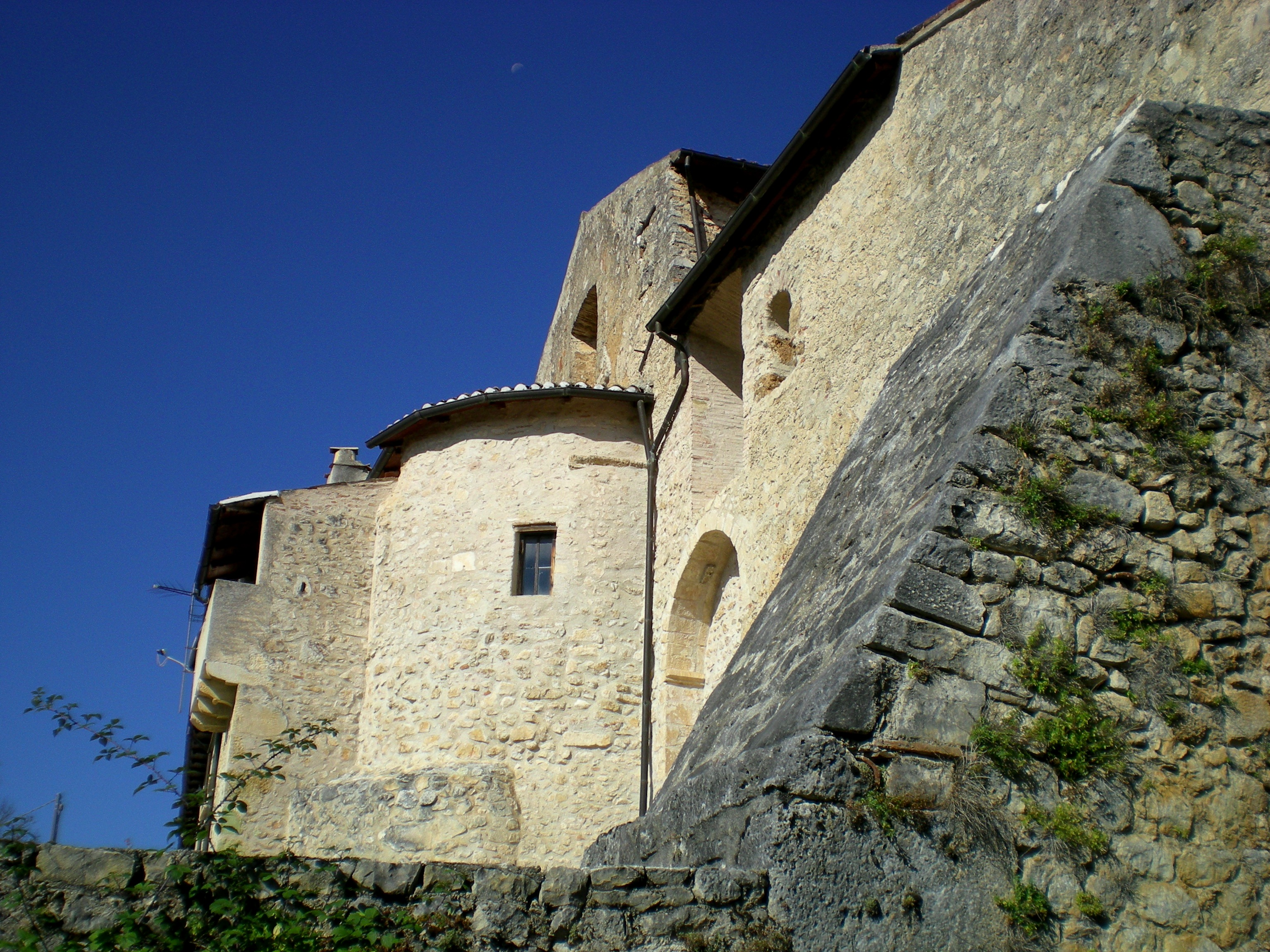
L'abside della chiesa di San Michele Arcangelo, a San Vittorino

- San Vittorino

Sorta nel V secolo dalla scomparsa dell'antica città di Amiternum su un colle a essa adiacente, la frazione si trova al confine nord-occidentale del comune dell'Aquila, al confine con quello di Pizzoli, di cui era frazione fino al 1927. San Vittorino partecipò nel 1254 alla fondazione dell'Aquila, con la costruzione della chiesa di San Biagio d'Amiterno (oggi Basilica di San Giuseppe Artigiano). L'abitato presenta attualmente ancora le caratteristiche del centro fortificato medievale, sebbene il castello sia andato distrutto con il terremoto dell'Aquila del 1703. Edifici storici principali del paese sono la torre medievale, facente parte dell'antico castello, e la chiesa di San Michele Arcangelo, con le catacombe del V secolo.
- Sant'Angelo

Una delle frazioni della località di Bagno, del cui comune fece parte fino al 1927, posta alla sua parte meridionale. È un centro di piccole dimensioni e la chiesa parrocchiale è dedicata a san Michele Arcangelo.
- Sant'Elia

Frazione posta a 2 km a sud-est del centro storico dell'Aquila, lungo la strada statale 17. La parte storica del paese consta di poche case, ma lo sviluppo urbanistico moderno ha portato a un grande allargamento del centro. La parrocchia, posta nella piazza principale del paese, è dedicata a san Lorenzo e fu costruita negli anni '60, ma è stata pesantemente rimaneggiata dopo il terremoto del 2009. Sant'Elia è ormai quasi completamente fusa alle vicine frazioni di Gignano e Torretta, attestandosi sulle estreme propaggini orientale della continuità urbanistica della città dell'Aquila.
- Santa Rufina

È una delle quattro ville di Roio, del cui comune fece parte fino al 1927. Il villaggio fu costruito dopo il terremoto dell'Aquila del 1703 ed è ormai quasi completamente saldato con la vicinissima frazione di Roio Piano. All'interno del paese si trova la chiesa dedicata alle sante Rufina e Seconda; immediatamente fuori dal centro abitato sorgono invece il cimitero di Roio e la chiesa dei Santi Marciano e Nicandro, la principale dell'intera località di Roio.
- Santi

Insieme alle frazioni di Casaline e Menzano fa parte della località di Forcella, fino al 1927 compresa nel comune di Preturo. Il borgo si trova a m s.l.m. e il suo centro storico è molto raccolto. Poco fuori dal paese storico si trova l'antica chiesa abbaziale dedicata ai santi Donato e Leonardo, semplice ma di modeste dimensioni.

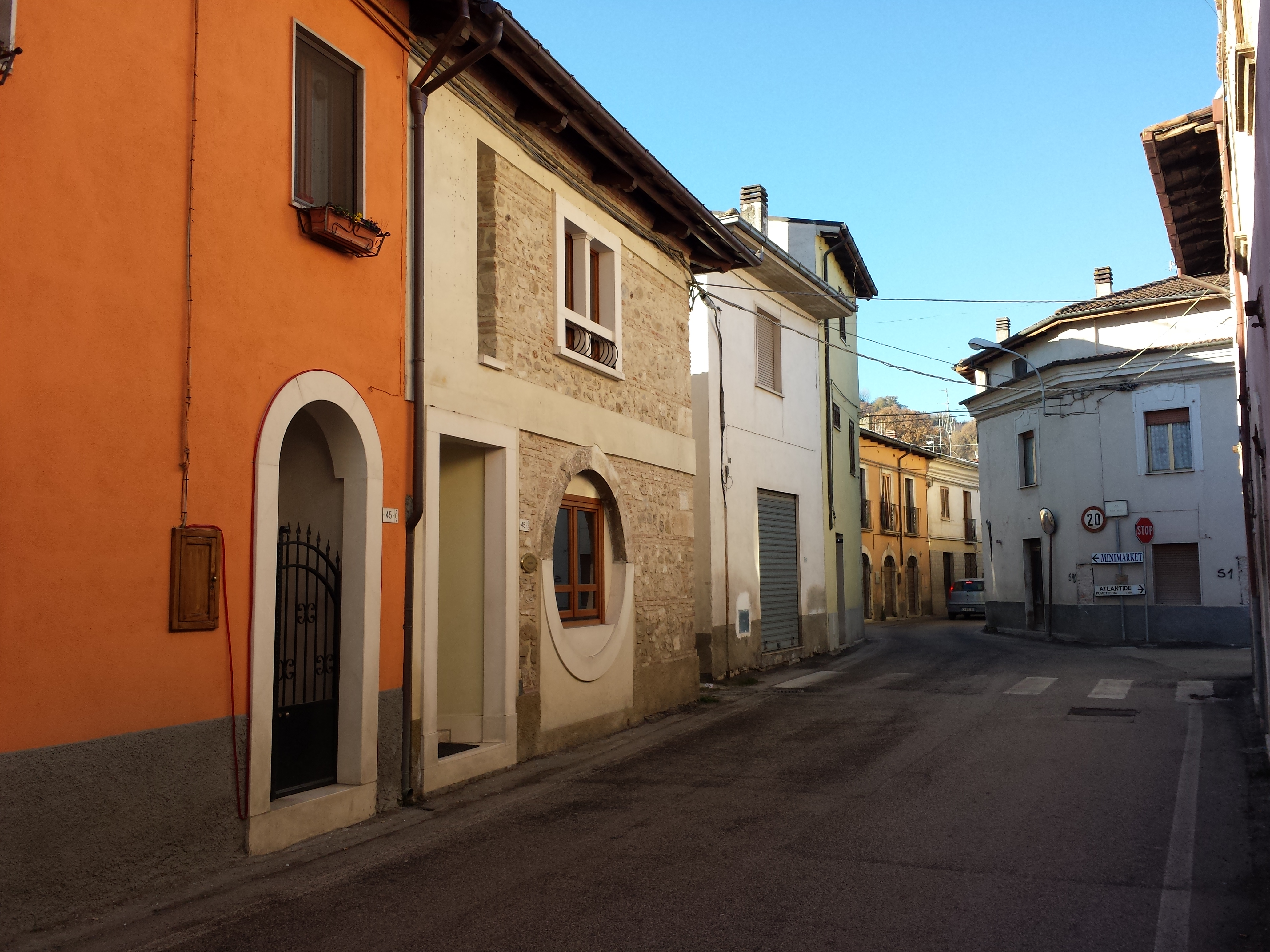
Via Duca degli Abruzzi a Sassa, strada principale del nucleo storico

- Sassa

Attestato fin dal X secolo, nel 1254 il castello di Sassa partecipò alla fondazione dell'Aquila con l'edificazione della chiesa di San Pietro di Sassa. Diventò quindi possedimento feudale e dopo l'Unità d'Italia costituì un comune autonomo, con diverse frazioni, rimandando tale fino al 1927. Il centro storico del paese si trova lungo la strada provinciale 1 Amiternina e al suo interno vi è la piccola chiesa di San Bernardino. Poco fuori dal paese, in direzione di Colle di Sassa, è invece situata la più grande chiesa di Santa Giusta. Lo sviluppo urbanistico contemporaneo ha portato all'espansione della frazione lungo la direttrice della strada provinciale 1 e in direzione della strada statale 17, non poco distante, dove si è sviluppata la località di Sassa Scalo, a carattere residenziale, commerciale e industriale, intorno alla stazione di Sassa-Tornimparte.

### T
- Tempera

Si trova a nord-est della città, lungo la strada statale 17 bis della Funivia del Gran Sasso e di Campo Imperatore, e fu fondata nel IX secolo dai Longobardi, la frazione attuale ha un aspetto settecentesco, benché conservi ancora l'antico aspetto di borgo circolare fortificato. Fece parte del comune di Paganica, a cui è molto vicina, fino al 1927 e lo sviluppo edilizio moderno ha portato alla totale saldatura urbanistica di queste due frazioni. All'interno del suo centro storico si trovano la chiesa della Madonna del Rosario, risalente al XIII secolo, la chiesa della Madonna delle Grazie e un'antica rameria, posta a cavallo del fiume Vera; nei pressi del paese è situata anche la Riserva naturale regionale Sorgenti del Fiume Vera.
- Torretta

Frazione prevalentemente moderna, sviluppatasi a partire dal secondo dopoguerra, si trova nell'immediata periferia est dell'Aquila, con la quale vi è ormai completa continuità edilizia, a sud del cimitero monumentale cittadino. La chiesa parrocchiale di San Mario è stata completata nel 2010, ma non vi sono edifici di rilievo, se non la piccola cappella Cricchi, in stile neogotico.

### V
- Vallesindola

Una delle frazioni della località di Bagno, del cui comune fece parte fino al 1927, posta nella sua parte meridionale, tra Sant'Angelo e Ripa. È un centro di piccole dimensioni e la chiesa parrocchiale è dedicata a santa Giusta.

## Altre località
- Aquilio

Località dell'immediata periferia sud-occidentale della città, posta nelle vicinanze di Pile, vicino al fiume Aterno e alle pendici di Monte Luco, consiste in poche case isolate.
- Campo di Pile

Il nucleo originario comprende poche abitazioni nella parte pianeggiante e anticamente coltivata a ovest di Pile. Dagli anni 1970 è stato qui localizzato uno dei due maggiori centri industriali della città (oltre a quello di Bazzano) e oggi vede la presenza di importanti attività industriali e commerciali, tra cui le sedi cittadine delle aziende Thales Alenia Space e Leonardo. A ridosso della località corrono la strada statale 17 dell'Appennino Abruzzese ed Appulo-Sannitico, la strada statale 584 di Lucoli e la strada statale 684 Tangenziale Sud di L'Aquila; dal 2017 è inoltre servita dalla fermata ferroviaria L'Aquila Campo di Pile.
- Cermone

Località situata all'intersezione tra la strada statale 80, la strada statale 80 dir del Gran Sasso d'Italia e la strada statale 260 Picente, al confine con il comune di Pizzoli, vicino alla frazione di San Vittorino e alla città romana di Amiternum e alle propaggini più settentrionali della conca aquilana. È composta da poche case moderne.
- Fonte Cerreto

Villaggio turistico alle pendici del Gran Sasso, edificato negli anni 1930 sotto il fascismo a nord di Assergi, lungo la strada statale 17 bis della Funivia del Gran Sasso e di Campo Imperatore. Comprende strutture ricettive e vi è posizionata la stazione di valle della funivia del Gran Sasso d'Italia.
- Malepasso

Contrada di moderna edificazione, comprendente edifici residenziali, localizzata a sud del centro storico cittadino, lungo la strada statale 615 di Monte Luco verso la frazione di Pianola.
- San Giuliano

Quartiere per lo più moderno, realizzato a partire dagli anni 1980, situato nella parte nord del nucleo urbano dell'Aquila, si trova alle pendici del Monte Castelvecchio. Nei suoi pressi sorge il quattrocentesco convento di San Giuliano e partono i sentieri montani che portano nei boschi a nord della città, in cui si trova anche il santuario della Madonna Fore.
- San Sisto

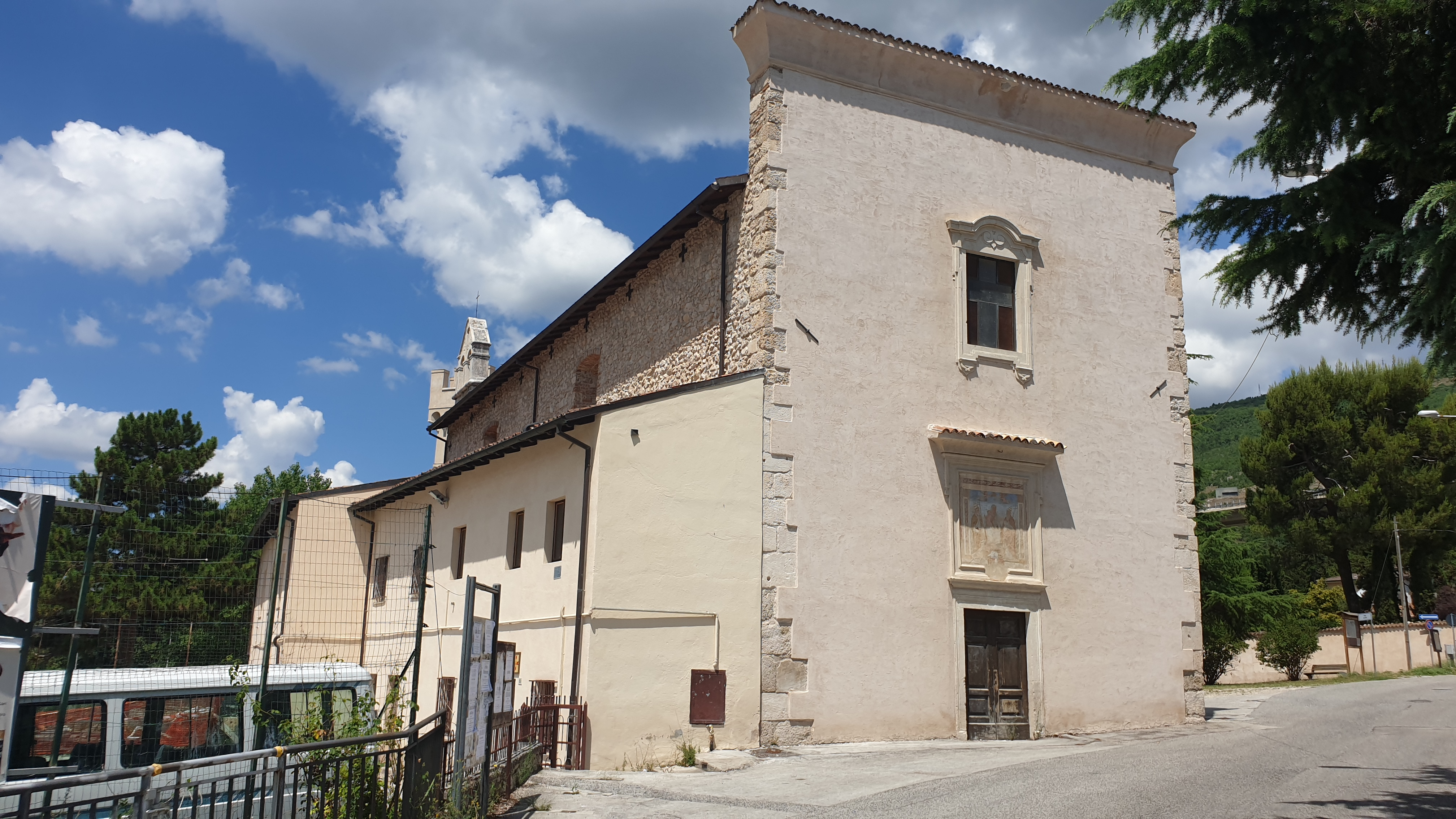
La chiesa di San Sisto

Quartiere situato anch'esso nelle propaggini settentrionali dell'agglomerato urbano dell'Aquila, si sviluppa attorno all'antico castello Rivera e alla chiesa di San Sisto.
- Santa Barbara

Quartiere dell'Aquila, posto tra il centro storico e Pettino, ha conosciuto un notevole sviluppo urbanistico dal XX secolo; al suo interno trovano inoltre luogo diversi impianti sportivi, tra cui lo stadio Isaia Di Cesare, e diverse attività commerciali.
- Santa Veronica

Località della periferia nord-orientale del tessuto urbano aquilano, nei pressi del cimitero monumentale cittadino, con lo sviluppo urbanistico del anni 1960 si è saldata alla vicina frazione di Gignano. Il borgo è composto da poche case agricole più antiche e costruzioni moderne.
- Torrione

Quartiere sviluppatosi immediatamente a nord del centro storico cittadino, con molti edifici a carattere residenziali ma anche servizi, tra cui la chiesa di San Pio X, deve il suo nome a un manufatto archeologico presente al suo interno, cioè un pilastro appartenente a un acquedotto medievale (forse il duecentesco acquedotto di Sant'Anza), detto appunto "Torrione". Tale opera ha subito danni nei vari terremoti che hanno segnato la storia della città, riportando crolli con ogni evento e arrivando ai 15 attuali.